# قاسم أنوار
قاسم أنوار (757 - 835 هـ) هو من أدباء وعرفاء و صوفية إيران في القرن التاسع الهجري.
هو السيد أبو القاسم معين الدين وصفي الدين علي بن نصر، وقيل نصير ابن هارون بن أبي القاسم الحسيني الموسوي القاسمي التبريزي الهروي، المشتهر في شعره بقاسم وقاسمي وأنوار، وقيل شاه قاسم، وكان يلقب بقاسم أنوار. ولد في سراب من بلاد آذربيجان سنة 757 هـ. عاصر تيمور الگورگاني وولده شاهرخ وحظي لدى الأخير ولدى بايسنقر ميرزا والغ بيگ. زار قزوين وسمرقند وگيلان وهراة وخراسان و استقر في مدينة خرجرد من أعمال جام وبها توفي سنة 835 هـ، وقيل سنة 837 هـ، وقيل سنة 838 هـ.

## آثاره
كان قاسم أنوار شاعرا باللغات الفارسية و التركية و اللغة الگيلانية ، وله ديوان شعر وعدة مثنويات، وكتاب «تذكرة الأولياء» و «أنيس العاشقين».